# Divi filius
Divi filius è una frase latina che significa "figlio di un dio" ed era un titolo molto usato dall'imperatore Augusto, pronipote e figlio adottivo di Giulio Cesare.

## Ottaviano Augusto
Il 1º gennaio del 42 a.C., quasi due anni dopo l'assassinio di Giulio Cesare ma prima della vittoria finale del secondo triumvirato contro i cesaricidi, il senato riconobbe Cesare come divinità. Da quel momento in poi dunque ci si riferì a lui come Divus Iulius, mentre suo figlio Ottaviano si fece chiamare Divi filius o Divi Iulii filius. Questi usò inoltre questo titolo per incrementare il suo prestigio politico e superare i rivali nella scalata al potere. Costituì per lui infatti un utile strumento di propaganda e fu inciso nelle monete da lui battute.

## Imperatori successivi
Poiché molti imperatori furono divinizzati post mortem, il titolo Divi filius fu assunto dai loro successori, come ad esempio nel caso del successore di Augusto, Tiberio, o come per Nerone e Domiziano.